# George Santos
George Anthony Devolder Santos (1988. július 22. –) amerikai politikus és elítélt bűnöző. 2023 januárjától decemberéig New York állam harmadik kerületét képviselte az Egyesült Államok Képviselőházában, mielőtt kirúgták a kongresszusból, mindössze a hatodik képviselőként és az első republikánusként az ország történetében. 2020-ban indult el a választáson először, de ekkor legyőzte a hivatalban lévő demokrata, Tom Suozzi. 2022-ben, mikor Suozzi visszalépett politikai pályafutásától, Santos ismét elindult, legyőzve a demokrata Robert Zimmermant. Az első nyíltan LMBT republikánus képviselő lett.
Hetekkel megválasztása után elkezdtek megjelenni hírek, hogy a képviselő életének nagy része kitalációnak tűnik. Santos beismerte, hogy hazudott oktatásáról és munkatapasztalatáról, illetve üzleti jelentései, bevétele és személyes vagyona se egyezett meg egymással. Santos ezek mellett nem jelentette be, hogy volt-e bűnözői múltja, illetve ellene zajló peres ügyeket se osztott meg. Santost ugyan beiktatták 2023 januárjában, mindkét pártból voltak, akik lemondásra szólították fel.
2023. december 1-én, azt követően, hogy a Képviselőház etikai bizottsága nyomozást indított ellene és, hogy szövetségi szinten vádat emeltek a politikus ellen, a Képviselőház 311–114 arányban úgy döntött, hogy kirúgja Santost a kongresszusból. Santos az első politikus, akit úgy távolítottak el posztjáról, hogy nem volt elítélt bűnöző vagy nem harcolt a Konföderációs Államok oldalán. 2024 augusztusában bíróságon beismerte bűnösségét, 2025 áprilisában pedig 87 hónap börtönbüntetésre ítélték. Brazíliában is vádat emeltek ellene csalásért, de itt bíróságon kívül megegyezett a felperessel.